# Le Fel
Le Fel é uma comuna francesa na região administrativa de Occitânia, no departamento de Aveyron. Estende-se por uma área de 24,89 km². Em 2010 a comuna tinha 176 habitantes (densidade: 7,1 hab./km²).